# Округ Бари (Мичиген)
Округ Бари (енгл. Barry County) је округ у америчкој савезној држави Мичиген.

## Демографија
По попису из 2010. године број становника је 59.173, што је 2.418 (4,3%) становника више него 2000. године.
| Група             | 2000.          | 2010.          |
| Белци             | 54.795 (96,5%) | 56.487 (95,5%) |
| Афроамериканци    | 139 (0,2%)     | 219 (0,4%)     |
| Азијати           | 153 (0,3%)     | 219 (0,4%)     |
| Хиспаноамериканци | 831 (1,5%)     | 1.336 (2,3%)   |
| Укупно            | 56.755         | 59.173         |